# Marie-Madeleine Prongué
Marie-Madeleine Prongué, née le 31 juillet 1939 à Hauterive (Fribourg) ou à Chénens (originaire de Buix) et morte le 22 mai 2019 à Porrentruy, est une personnalité politique suisse, membre du Parti démocrate-chrétien.
Députée du canton du Jura au Conseil des États en 1995, elle est la première femme membre de la chambre haute du Parlement suisse.

## Biographie

### Origines et famille
Marie-Madeleine Prongué naît Marie-Madeleine Overney le 31 juillet 1939 à l'abbaye d'Hauterive, dans le canton de Fribourg ou à Chénens. Elle est originaire de Buix, dans le canton du Jura.
Son père, Auguste Overney, enseigne le français à l'école normale de l’Abbaye d'Hauterive ; sa mère est née Cécile Ludwig. 
Mariée à l'historien Bernard Prongué, chef de l'office du patrimoine historique du canton du Jura de 1979 à 1995, elle est mère de cinq enfants.

### Formation et parcours professionnel
Après sa maturité gymnasiale en 1958 au Collège Sainte-Croix à Fribourg, Marie-Madeleine Prongué obtient en 1962 une licence en droit à l'Université de Fribourg. Elle fait une vingtaine d'années plus tard une autre formation en théologie, sanctionnée en 1998 par une licence de l'université de Strasbourg.
Elle est greffière au tribunal de la Sarine  de 1963 à 1964, puis enseignante à Épiquerez, dans le canton du Jura, de 1965 à 1967. 

### Activités au sein de l'Église catholique
Catéchiste tant dans le canton de Fribourg que dans celui du Jura, elle est coprésidente du conseil de communauté de la paroisse catholique réunissant les communes fribourgeoises de Barberêche, Courtepin et Courtaman de 1967 à 1979,.
En 1998, Kurt Koch, évêque de Bâle, la nomme auditrice des causes matrimoniales pour le canton du Jura. Elle copréside par ailleurs la commission « Femmes dans l’Église » de 1998 à 2006.

## Parcours politique
Marie-Madeleine Prongué est conseillère de ville (législatif) de Porrentruy de 1981 à 1988. Elle est la première femme à présider le conseil, en 1984. Elle est également la première femme à la tête du Parti démocrate-chrétien Jura, de 1982 à 1989.
Députée au Parlement du canton du Jura de 1983 à 1994, elle accède au Conseil des États le 23 janvier 1995, à la suite de la démission de Jean-François Roth, devenant la première femme jurassienne à siéger au sein de la chambre haute du Parlement suisse. Devancée par son collègue de parti Pierre Paupe, elle n'est pas réélue en octobre 1995.

## Mort
Marie-Madeleine Prongué meurt dans la nuit du 22 mai 2019 à Porrentruy,, dans le canton du Jura, à l'âge de 79 ans.

## Hommage posthume
Une promenade porte son nom à Porrentruy depuis novembre 2022.